# Rasul Boqiev
Rasul Boqiev (en tayiko: Расул Боқиев; Dusambé, URSS, 29 de septiembre de 1982) es un deportista tayiko que compitió en judo.
Participó en dos Juegos Olímpicos de Verano en los años 2008 y 2012, obteniendo una medalla de bronce en la edición de Pekín 2008 en la categoría de –73 kg. En los Juegos Asiáticos consiguió dos medallas en los años 2006 y 2010.
Ganó una medalla en el Campeonato Mundial de Judo de 2007, y tres medallas en el Campeonato Asiático de Judo entre los años 2005 y 2012.

## Palmarés internacional
| Juegos Olímpicos    | Juegos Olímpicos        | Juegos Olímpicos  | Juegos Olímpicos |
| Año                 | Lugar                   | Medalla           | Categoría        |
| ------------------- | ----------------------- | ----------------- | ---------------- |
| 2008                | Pekín (China)           | Medalla de bronce | –73 kg           |
| Campeonato Mundial  |                         |                   |                  |
| Año                 | Lugar                   | Medalla           | Categoría        |
| 2007                | Río de Janeiro (Brasil) | Medalla de bronce | –73 kg           |
| Juegos Asiáticos    |                         |                   |                  |
| Año                 | Lugar                   | Medalla           | Categoría        |
| 2006                | Doha (Catar)            | Medalla de bronce | –73 kg           |
| 2010                | Cantón (China)          | Medalla de bronce | –73 kg           |
| Campeonato Asiático |                         |                   |                  |
| Año                 | Lugar                   | Medalla           | Categoría        |
| 2005                | Taskent (Uzbekistán)    | Medalla de bronce | –73 kg           |
| 2007                | Kuwait (Kuwait)         | Medalla de plata  | –73 kg           |
| 2012                | Taskent (Uzbekistán)    | Medalla de bronce | –73 kg           |